# Cicely Tyson
Cecily Louise "Cicely" Tyson (/ˈsɪsəliː/; 19 de dezembro de 1924 – 28 de janeiro de 2021) foi uma atriz americana. Em uma carreira que se estendeu por mais de sete décadas, ela é conhecida por suas interpretações de mulheres afro-americanas complexas e de personalidade determinada.
Ela recebeu vários prêmios, incluindo três Prêmios Emmy, um Prêmio Peabody e um Prêmio Tony, bem como indicações para um Prêmio BAFTA e um Prêmio Globo de Ouro. Foi agraciada com a Honraria do Kennedy Center em 2015, com a Medalha Presidencial da Liberdade em 2016 e com o Prêmio Honorário da Academia em 2018.
Ela atraiu ampla atenção e aclamação da crítica por sua atuação como uma mãe negra enfrentando adversidades no drama Sounder (1972), pelo qual foi indicada tanto ao Prêmio da Academia de Melhor Atriz quanto ao Prêmio Globo de Ouro de Melhor Atriz em Filme – Drama. Também atuou em filmes como A Man Called Adam (1966), The Heart Is a Lonely Hunter (1968), The River Niger (1976), Fried Green Tomatoes (1991), Diary of a Mad Black Woman (2005), Because of Winn-Dixie (2005), The Help (2011) e Last Flag Flying (2017).
Na televisão, quebrou barreiras ao assumir um papel regular na série dramática da CBS East Side West Side (1963–1964). Ganhou dois Prêmios Emmy Primetime, o primeiro como Melhor Atriz Principal – Minissérie ou Filme por The Autobiography of Miss Jane Pittman (1974) e o segundo como Melhor Atriz Coadjuvante em Minissérie ou Filme por Oldest Living Confederate Widow Tells All (1994). Foi indicada ao Emmy por suas atuações em Roots (1977), King (1978), Sweet Justice (1995), A Lesson Before Dying (1999), The Trip to Bountiful (2013) e How to Get Away With Murder (2015–2020).
Além de sua carreira na tela, Tyson ficou conhecida por seus papéis principais na Broadway. Estreou na peça de Lonnie Coleman Jolly's Progress (1959), seguida por Tiger, Tiger Burning Bright (1962), Carry Me Back to Morningside Heights (1968) e The Corn Is Green (1983). Aos 88 anos, tornou-se a vencedora mais idosa do Prêmio Tony de Melhor Atriz em Peça por seu papel na reencenação da peça de Horton Foote The Trip to Bountiful (2013). Fez sua última aparição na Broadway estrelando a reencenação de The Gin Game (2016), ao lado de James Earl Jones.

## Infância
Tyson nasceu no Bronx, na cidade de Nova York, mas logo se mudou com sua família para East Harlem. Foi uma das três crianças de Fredericka (Huggins) Tyson, empregada doméstica, e de William Augustine Tyson, que trabalhava como carpinteiro e pintor. Seus pais eram imigrantes de Nevis nas Índias Ocidentais. Seu pai chegou à cidade de Nova York aos 21 anos e passou pelo controle de imigração na Ilha Ellis em 4 de agosto de 1919.
Tyson cresceu em um ambiente religioso. Cantava no coral e frequentava encontros de oração em uma igreja episcopal em East Harlem. A mãe de Tyson era contrária a que ela se tornasse atriz e deixou de falar com ela por um tempo, mudando de ideia quando viu Cicely se apresentar no palco.

## Carreira

### 1956–1969: Ascensão

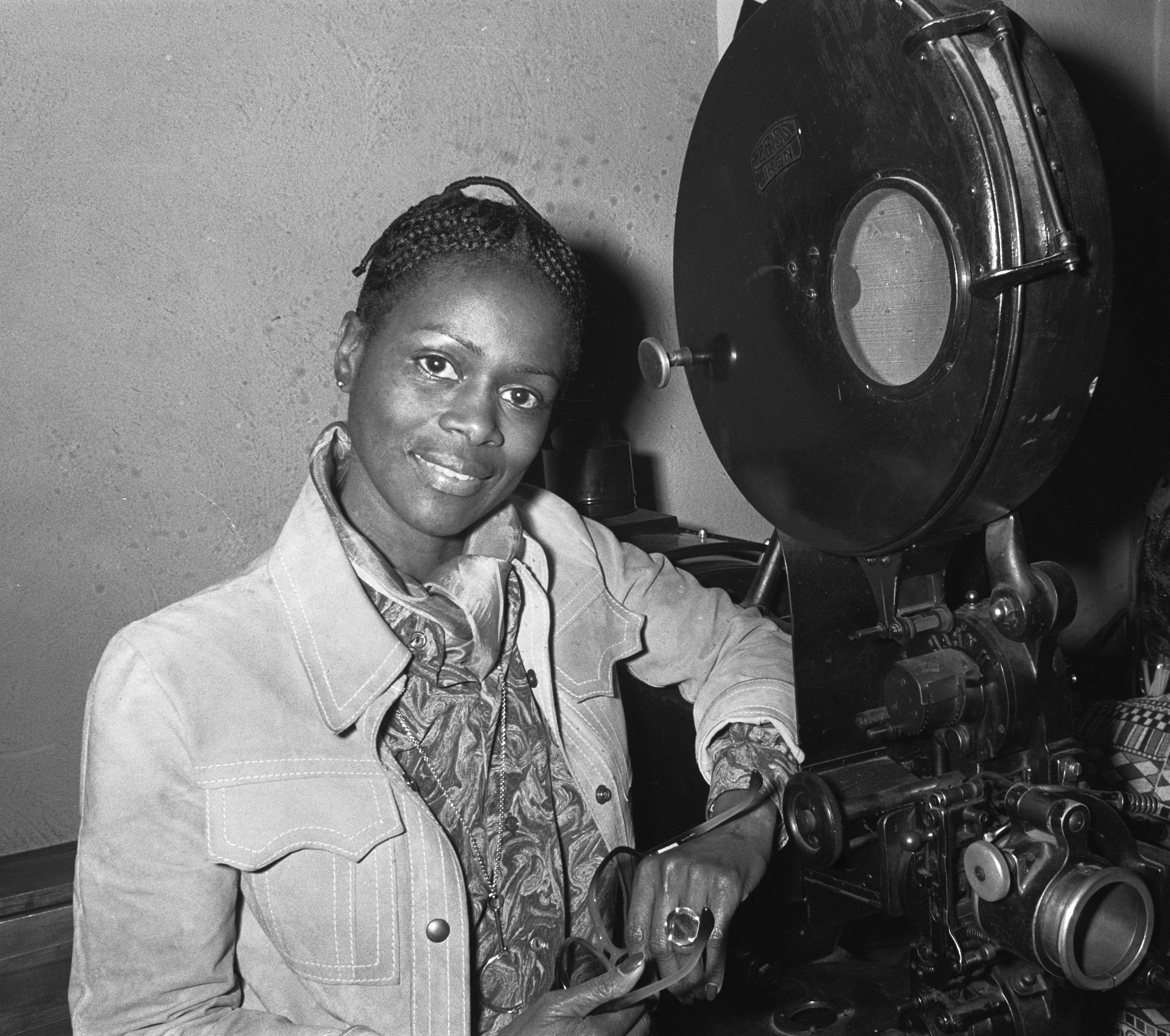
Tyson em 1973

Tyson foi descoberta por um fotógrafo da revista Ebony e tornou-se uma modelo de moda de sucesso. Seu primeiro papel como atriz foi uma participação pequena no filme de 1956 Carib Gold Apareceu pela primeira vez no palco na produção de Vinnette Carroll da peça Dark of the Moon, no Harlem YMCA em 1958. Teve pequenos papéis nos filmes de 1959 Odds Against Tomorrow e The Last Angry Man, bem como na comédia de 1960 Who Was That Lady? Em 1961, estreou na televisão na série da NBC Frontiers of Faith. Em 1962, tornou-se a primeira mulher afro-americana a usar um afro na televisão nos Estados Unidos.[carece de fontes?]
No início dos anos 1960, participou do elenco original da peça The Blacks, do dramaturgo francês Jean Genet. Interpretou Stephanie Virtue Secret-Rose Diop; o elenco também contou com Maya Angelou, James Earl Jones, Godfrey Cambridge, Louis Gossett Jr. e Charles Gordone. O espetáculo foi o não-musical off-Broadway de maior duração da década, com 1.408 apresentações. Ganhou o Prêmio Vernon Rice 1961–1962 (mais tarde conhecido como Drama Desk Award) por sua atuação na produção off-Broadway Moon on a Rainbow Shawl. Em 1963, participou do game show To Tell the Truth como "impostora" para a cantora australiana Shirley Abicair, recebendo dois dos quatro votos possíveis.
Tyson, que já havia trabalhado para uma agência de serviços sociais, foi descoberta pelo produtor David Susskind em The Blacks e em Tiger, Tiger Burning Bright, sendo escalada para um papel na série da TV da CBS East Side West Side (1963–1964), onde interpretou a secretária de uma assistente social encenada por George C. Scott. Na época, era a única integrante regular afro-americana do elenco de uma série de TV, O programa foi reconhecido por abordar questões sociais; um episódio, que tratou de um casal afro-americano em Harlem (interpretado por James Earl Jones e Diana Sands), foi bloqueado em Atlanta e Shreveport, Louisiana. Em meados dos anos 1960, teve um papel recorrente na telenovela The Guiding Light. Atuou com Sammy Davis Jr. no filme A Man Called Adam (1966) Teve também um pequeno papel na adaptação cinematográfica de The Comedians, baseada no romance de Graham Greene. Em 1968, teve papel de destaque em The Heart Is a Lonely Hunter.

### 1970–1989: Estrela consagrada

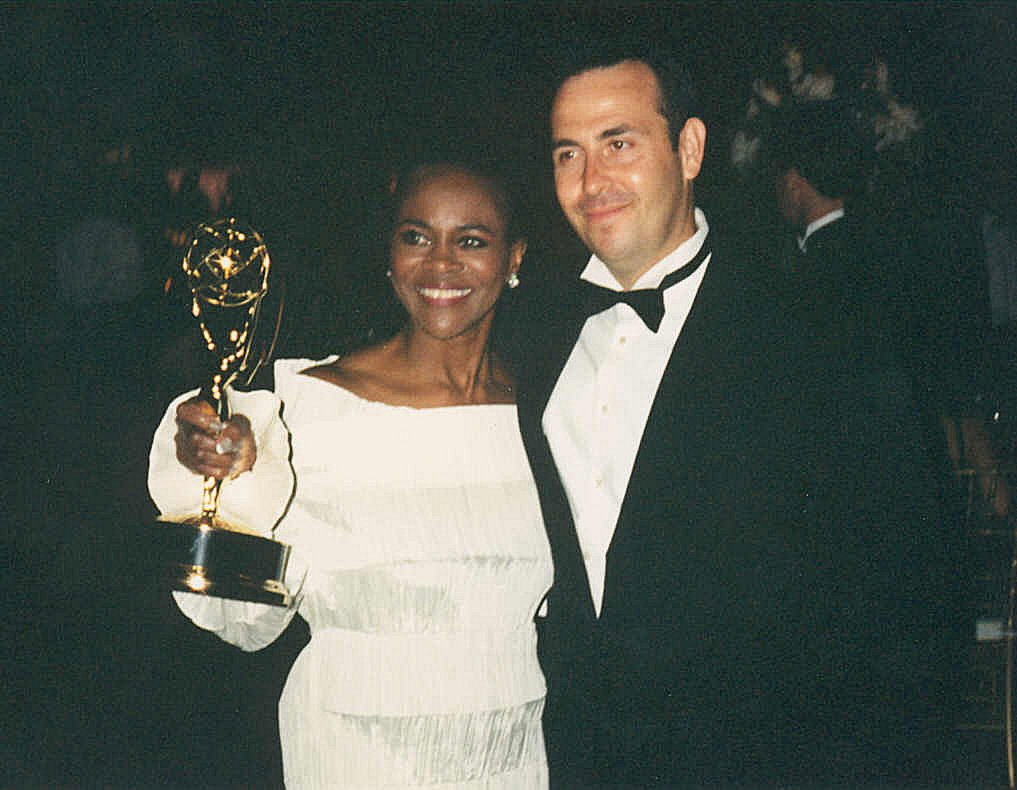
Tyson com seu Prêmio Emmy Primetime no Governor's Ball em 1994

Em 1972, Tyson interpretou Rebecca Morgan no filme Sounder. Foi indicada tanto ao Prêmio da Academia de Melhor Atriz quanto ao Prêmio Globo de Ouro de Melhor Atriz em Filme – Drama por seu trabalho em Sounder, e ganhou os prêmios de Melhor Atriz da National Society of Film Critics e da National Board of Review. O crítico Roger Ebert comentou: "A mãe é interpretada por Cicely Tyson, e é admirável ver as sutilezas em sua performance. Já a vimos com sua família e conhecemos sua força e inteligência. Então, a vemos lidando com a estrutura de poder branca, e seu comportamento diante dela nasce do cinismo e da necessidade. Ela dirá o que eles querem ouvir para conseguir o que deseja."
Em 1974, Tyson interpretou a personagem-título do telefilme da CBS The Autobiography of Miss Jane Pittman. Sua interpretação da vida de uma mulher negra centenária, desde a escravidão até sua morte antes do Movimento dos Direitos Civis, rendeu-lhe o Prêmio Emmy Primetime de Melhor Atriz Principal em Minissérie ou Filme – e o prêmio de Atriz do Ano – Especial nos 26º Prêmios Emmy Primetime. Também foi indicada ao Prêmio BAFTA de Melhor Atriz em Papel Principal por esse trabalho. Nikki Giovanni, do The New York Times, escreveu: "Se Cicely Tyson não for uma das melhores atrizes da tela, então 'grits não são alimentos, ovos não são aves, e a Mona Lisa era um homem', acrescentando: 'Senhorita Tyson nunca saiu do personagem. Sua performance foi a razão pela qual os prêmios foram inventados'."
Seus papéis televisivos incluíram: Binta na minissérie de 1977 Roots, pela qual foi indicada ao Prêmio Emmy Primetime de Melhor Atriz Coadjuvante – Minissérie ou Filme; Coretta Scott King na minissérie de 1978 King, pela qual foi indicada ao Prêmio Emmy Primetime de Melhor Atriz Principal – Minissérie ou Filme; Marva Collins no telefilme de 1981 The Marva Collins Story, que lhe rendeu um Prêmio de Imagem NAACP de Melhor Atriz em Telefilme, Minissérie ou Especial Dramático e outra indicação ao Prêmio Emmy Primetime de Melhor Atriz Principal – Minissérie ou Filme; e Muriel no telefilme de 1986 Samaritan: The Mitch Snyder Story, pelo qual recebeu também um Prêmio de Imagem NAACP de Melhor Atriz em Telefilme, Minissérie ou Especial Dramático. Tyson foi a primeira mulher negra a apresentar Saturday Night Live, episódio que contou com a participação musical dos Talking Heads e foi ao ar em 10 de fevereiro de 1979. Em 1989, apareceu na minissérie televisiva The Women of Brewster Place.

### 1990–2021: Consagração
Em 1991, Tyson apareceu em Fried Green Tomatoes como Sipsey. Na série de TV de 1994–95 Sweet Justice, interpretou a ativista dos direitos civis e advogada Carrie Grace Battle, personagem inspirada em Dovey Johnson Roundtree. Também atuou em filmes como os dramas Hoodlum (1997) e Diary of a Mad Black Woman (2005), e nos telefilmes Oldest Living Confederate Widow Tells All (1994) – pelo qual recebeu seu terceiro Prêmio Emmy – e A Lesson Before Dying (1999). Em 2005, co-estrelou Because of Winn-Dixie.
Em 2010, apareceu em Why Did I Get Married Too? e narrou o documentário Up from the Bottoms: The Search for the American Dream, vencedor do Prêmio Paul Robeson. Em 2011, participou de seu primeiro videoclipe, no 21st Century Girl de Willow Smith. No mesmo ano, interpretou Constantine Jefferson, empregada em Jackson, Mississippi, no aclamado drama de época The Help. Ambientado no contexto do Movimento dos Direitos Civis, o filme conquistou o Prêmio da Associação de Críticos de Cinema por Melhor Elenco e o Prêmio do Sindicato dos Atores por Desempenho Excepcional por um Elenco em um Filme.
Durante o 67º Prêmio Tony, em 9 de junho de 2013, Tyson venceu o Prêmio Tony de Melhor Atriz em Peça por sua atuação como Miss Carrie Watts na reencenação da peça de Horton Foote The Trip to Bountiful na Broadway. Ao vencer, a atriz de 88 anos tornou-se a vencedora mais idosa do Prêmio Tony de Melhor Atriz. Também conquistou o Prêmio Drama Desk de Melhor Atriz em Peça e o Prêmio Outer Critics Circle de Melhor Atriz em Peça por esse papel.
Em 2013, Tyson teve um papel coadjuvante no filme de terror The Haunting in Connecticut 2: Ghosts of Georgia. A partir de 2014, estreou como convidada na série How to Get Away with Murder, interpretando Ophelia Harkness, mãe da personagem principal Annalise Keating (Viola Davis); por esse papel, foi indicada ao Prêmio Emmy Primetime de Melhor Atriz Convidada em Série Dramática em 2015, 2017, 2018, 2019 e 2020. Em 2020, estrelou o popular filme A Fall From Grace, exibido na Netflix.

## Vida pessoal

### Casamentos e relacionamentos

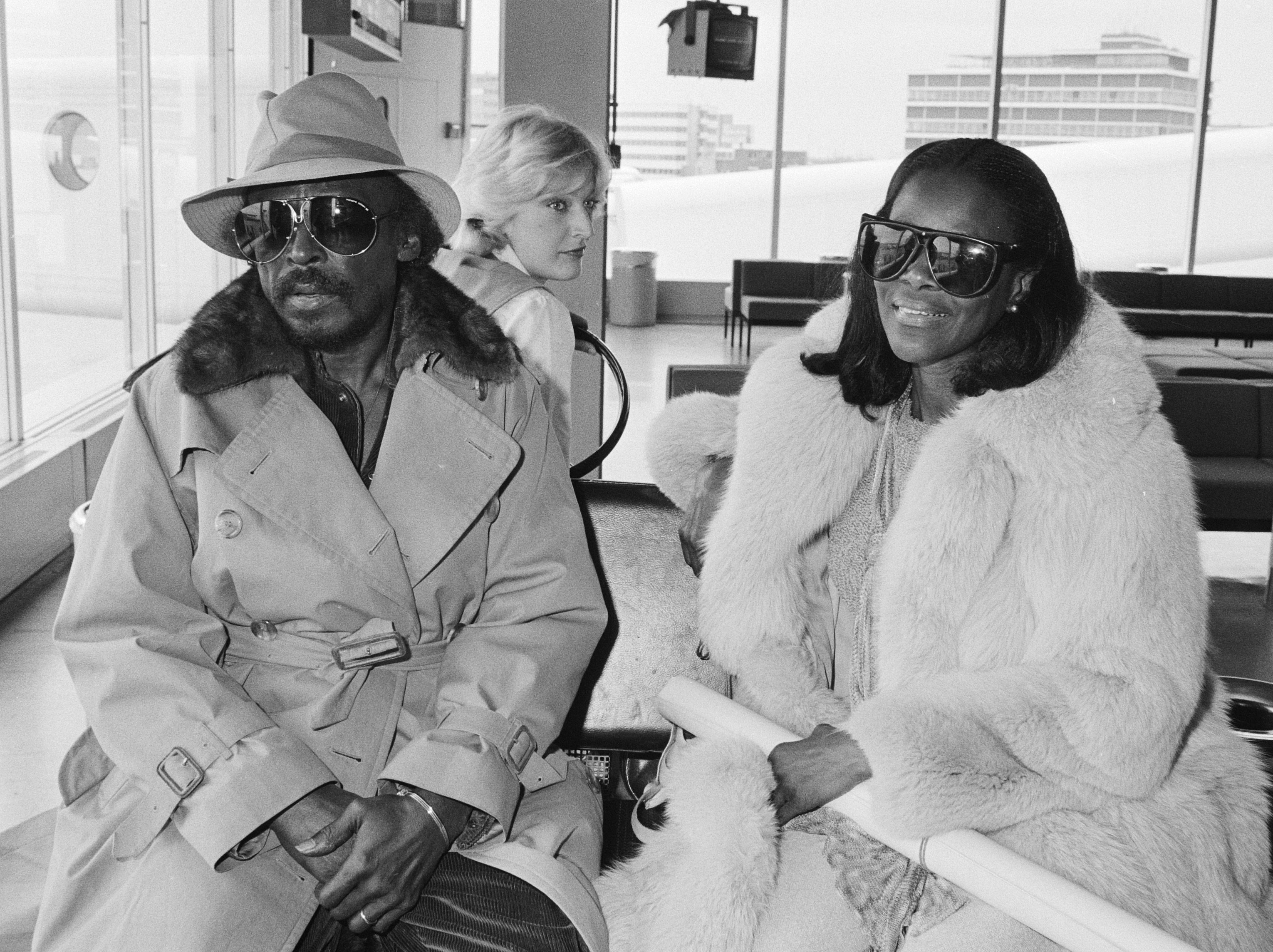
Davis e Tyson em 1982

Aos 18 anos, Tyson casou-se com Kenneth Franklin em 27 de dezembro de 1942. Dois meses depois, em fevereiro de 1943, tiveram uma filha. Segundo o decreto de divórcio, seu marido a abandonou em 18 de junho de 1944; o casamento foi formalmente dissolvido em 1956.
Na década de 1960, Tyson começou a namorar o trompetista de jazz Miles Davis, enquanto ele estava se divorciando da dançarina Frances Davis. Davis utilizou uma foto de Tyson para o álbum de 1967 Sorcerer. Em 1967, afirmou à imprensa que pretendia se casar com Tyson em março de 1968, após a finalização do divórcio, mas acabou casando-se com a cantora Betty Mabry naquele setembro.
Tyson e Davis reacenderam o relacionamento em 1978 e se casaram em 26 de novembro de 1981, em uma cerimônia conduzida pelo prefeito de Atlanta, Andrew Young, na residência do ator Bill Cosby. O casamento foi tumultuado devido ao temperamento volátil e à infidelidade de Davis. Davis creditou a Tyson por ter salvado sua vida e ajudado-o a superar o vício em cocaína. Eles viveram em Malibu, Califórnia e na cidade de Nova York até que ela entrou com pedido de divórcio em 1988. O divórcio foi finalizado em 1989, dois anos antes da morte de Davis, em 1991.
Tyson foi madrinha do cantor Lenny Kravitz, amiga de sua mãe, a atriz Roxie Roker, além de ter sido madrinha de Katia, filha de Denzel Washington, e de Aman, filho de Tyler Perry.

### Interesses e memórias
Tyson foi membro honorária da irmandade Delta Sigma Theta. Também foi membro da Igreja Batista Abissínia de Nova York. Era vegetariana. Além disso, era prima de primeiro grau de Louis Farrakhan, líder de longa data da Nation of Islam. Suas memórias, Just as I Am, foram publicadas em 26 de janeiro de 2021, tendo sido promovidas por ela nas últimas semanas de sua vida. Em entrevista a Gayle King, Tyson afirmou: "Eu fiz o meu melhor. Isso é tudo."

### Falecimento e homenagens
Tyson morreu em 28 de janeiro de 2021, aos 96 anos. Seu funeral foi realizado em 16 de fevereiro na Igreja Batista Abissínia em Harlem, com a presença de Tyler Perry, de seu afilhado Lenny Kravitz e de Bill e Hillary Clinton. Tyson foi sepultada no Woodlawn Cemetery (Bronx, New York) junto com seu ex-marido Miles Davis.
Após sua morte, o ex-presidente Barack Obama divulgou uma declaração, na qual afirmou: "Michelle e eu ficamos honrados quando Cicely veio à The White House para receber a Medalha Presidencial da Liberdade, sabendo que ela era uma das muitas gigantes sobre os ombros das quais nos apoiamos — uma pioneira cujo legado não pode ser medido apenas por seus Emmys, Tony e Oscar, mas pelas barreiras que quebrou e pelos sonhos que tornou possíveis." A vice-presidente Kamala Harris elogiou-a por "inspirar o mundo com sua arte, ativismo e altruísmo".
A filha de Martin Luther King Jr., Bernice King, descreveu sua escrita como "Uma anciã... agora uma ancestral. Que receptáculo". A co-estrela de How to Get Away with Murder, Viola Davis, afirmou que Tyson "me fez sentir amada, vista e valorizada" e lhe deu "permissão para sonhar". Numerosos membros da indústria do entretenimento também prestaram homenagem, entre eles Ava DuVernay, Barry Jenkins, Regina King, Halle Berry, Kerry Washington, Tessa Thompson, Zendaya, Zoë Kravitz, Rihanna, Tracee Ellis Ross, LeVar Burton, Tyler Perry, Oprah Winfrey, Shonda Rhimes e Rita Moreno.

## Créditos de atuação e prêmios

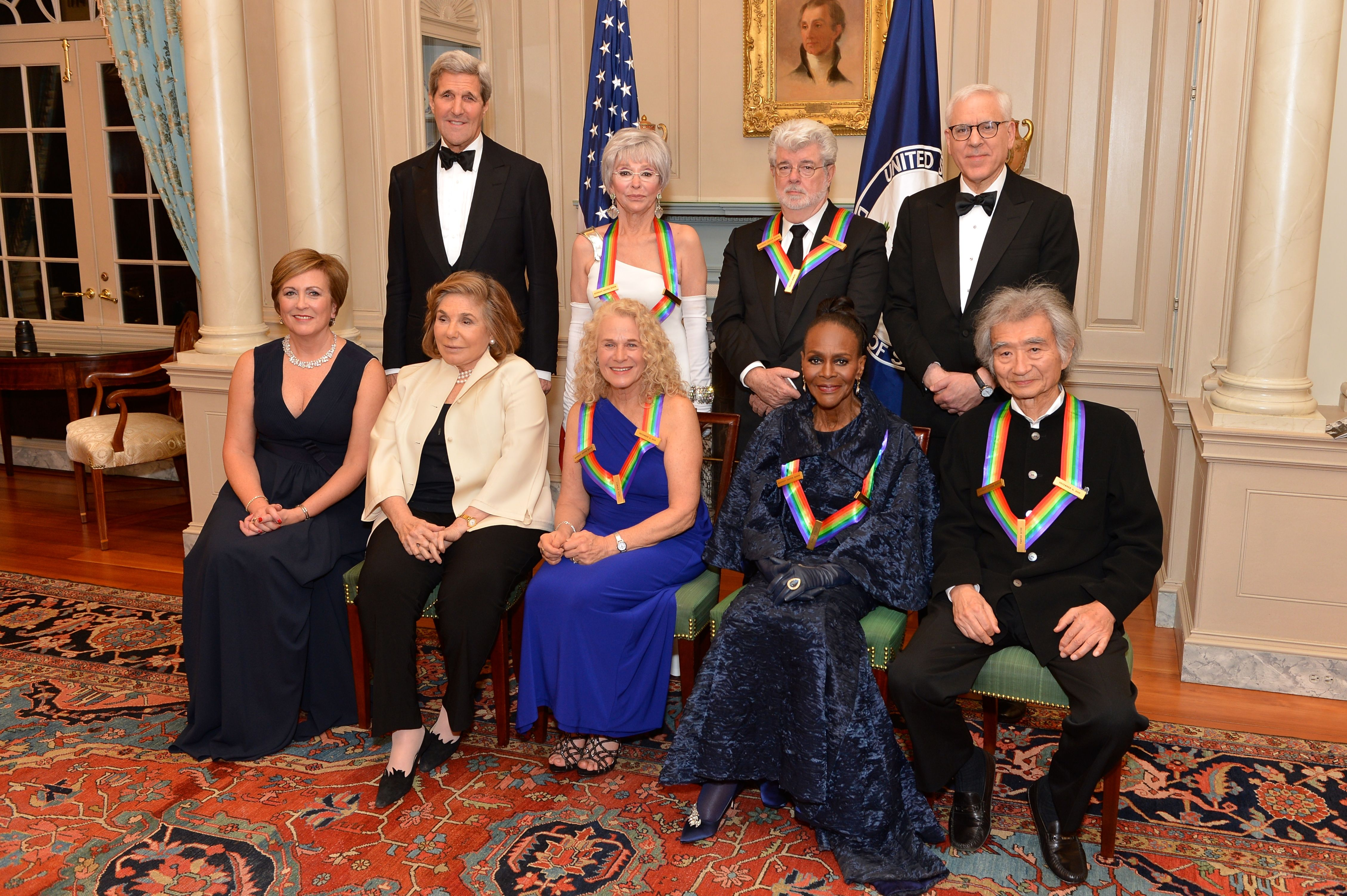
Secretário de Estado John Kerry com os Honrarias do Kennedy Center Rita Moreno, Carole King, George Lucas, Cicely Tyson e Seiji Ozawa em 2015

Durante sua prolífica carreira, atuou em projetos cinematográficos e televisivos como The Heart Is a Lonely Hunter (1968), Sounder (1972), The Autobiography of Miss Jane Pittman (1974), Roots (1977), A Woman Called Moses (1978), Bustin' Loose (1981), Fried Green Tomatoes (1991), A Lesson Before Dying (1999), Because of Winn-Dixie (2005), Diary of a Mad Black Woman (2005), Idlewild (2006), The Help (2011), The Trip to Bountiful (2014), How to Get Away with Murder (2015–2020), House of Cards (2016), Last Flag Flying (2017) e A Fall From Grace (2020).
Cicely Tyson recebeu inúmeros prêmios, incluindo um Prêmio Honorário da Academia, três Prêmios Emmy Primetime e um Prêmio Tony. Venceu três Prêmios Emmy Primetime por sua atuação na televisão – por The Autobiography of Miss Jane Pittman (1974) e Oldest Living Confederate Widow Tells All (1994). Conquistou o Prêmio Tony de Melhor Atriz em Peça por sua atuação em The Trip to Bountiful em 2014. Recebeu seu Prêmio Honorário da Academia em 2018, com a inscrição: "Cuja atuação inesquecível e integridade pessoal inspiraram gerações de cineastas, atores e públicos." Tyson também foi homenageada por sua carreira inovadora: em 2015, recebeu uma Honraria do Kennedy Center; em 2016, foi agraciada com a Medalha Presidencial da Liberdade pelo Presidente Barack Obama; e em 2020, recebeu o Prêmio Peabody de Realização na Carreira, além de ter sido incluída no Hall da Fama da Televisão.

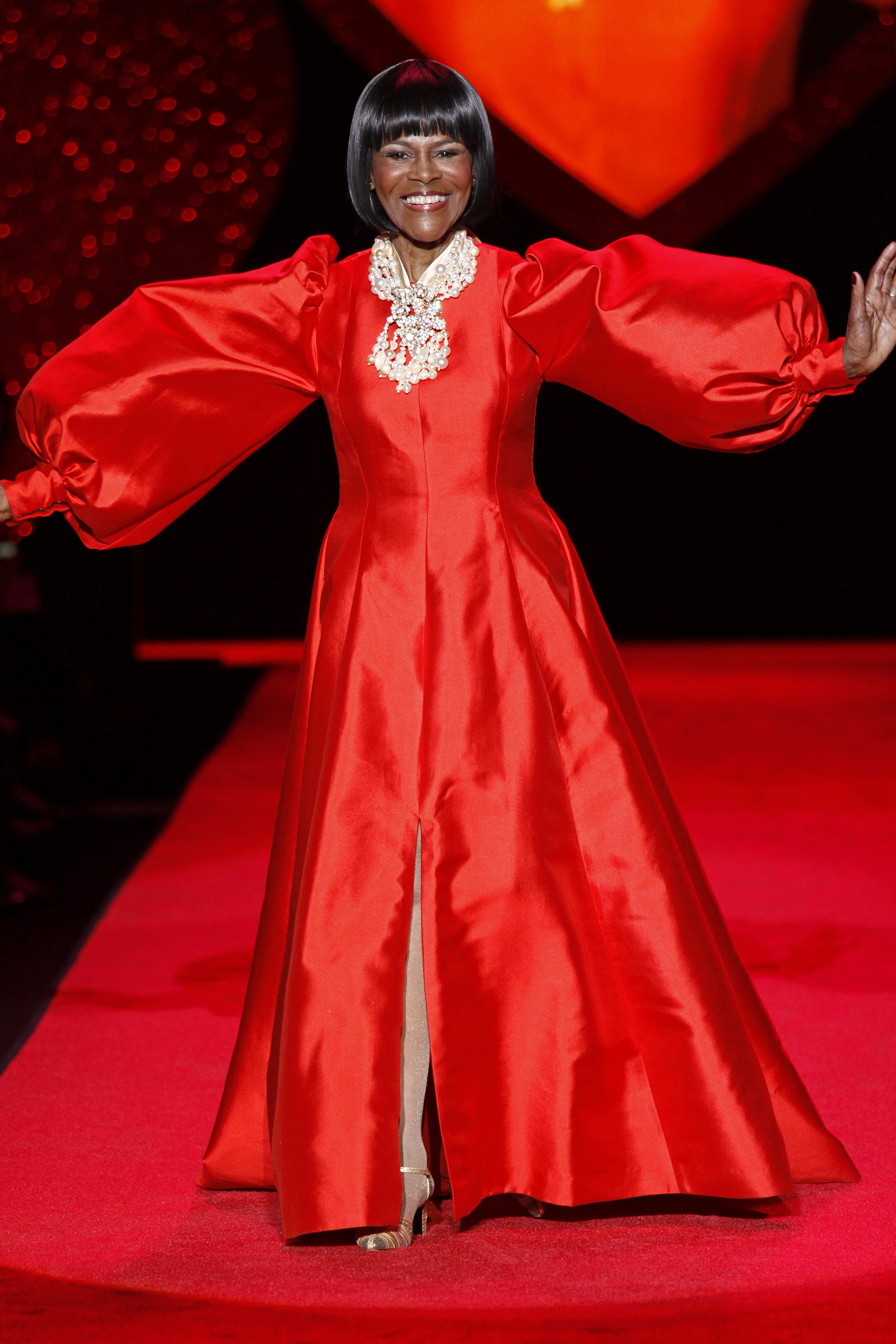
Tyson em 2009

Em 1977, foi incluída no Hall da Fama dos Cineastas Negros. Em 1980, recebeu o Prêmio Golden Plate da Academia Americana de Conquistas. Em 1982, foi agraciada com o Prêmio Crystal da Women in Film. Esse prêmio é concedido a mulheres que, com sua perseverança e excelência, ajudaram a expandir o papel feminino na indústria do entretenimento. Em 1988, recebeu o Candace Award por Serviço Distinto da Coalizão Nacional de 100 Mulheres Negras. Em 1997, recebeu uma estrela na Calçada da Fama de Hollywood.
Em 2005, foi homenageada no Baile das Lendas de Oprah Winfrey. Também foi reconhecida pelo Congresso pela Igualdade Racial, pela Associação Nacional para o Avanço de Pessoas de Cor e pelo Conselho Nacional de Mulheres Negras. Recebeu a Medalha Spingarn do NAACP em 2010 por sua contribuição à indústria do entretenimento, carreira como modelo e apoio aos direitos civis. Foi uma das destinatárias das Honrarias do Kennedy Center em 2015. Em novembro de 2016, foi agraciada com a Medalha Presidencial da Liberdade, a mais alta honra civil dos EUA, pelo Presidente Barack Obama. Em setembro de 2018, a Academia de Artes e Ciências Cinematográficas anunciou que Tyson receberia um Prêmio Honorário da Academia. Em 18 de novembro de 2018, tornou-se a primeira mulher afro-americana a receber um Oscar honorário. Em 2018, foi incluída no Hall da Fama do Teatro Americano. Um dos 12 estúdios de gravação foi nomeado em sua homenagem no Tyler Perry Studios. Foi escolhida para ser incluída no Hall da Fama da Televisão em 2020. Em 2022, foi postumamente incluída no Black Music & Entertainment Walk of Fame.
Tyson recebeu graus honorários da Clark Atlanta University, da Columbia University; da Howard University; e do Morehouse College, um colégio historicamente negro somente para homens. A Escola de Artes Cênicas e Belas de Cicely Tyson, uma escola magnet em East Orange, New Jersey, foi nomeada em sua homenagem em 2009.